# WTVZ-Sendemast
Der WTVZ-Sendemast ist ein 381 Meter hoher abgespannter Sendemast zur Verbreitung von UKW- und TV-Programmen in Suffolk, Virginia, USA. 
Der WTVZ-Sendemast wurde 2002 fertiggestellt. Er liegt ca. 20 km westlich von Norfolk und ist im Besitz von American Tower.